# 上海市历史博物馆
31°13′57″N 121°28′00″E / 31.23258°N 121.46665°E

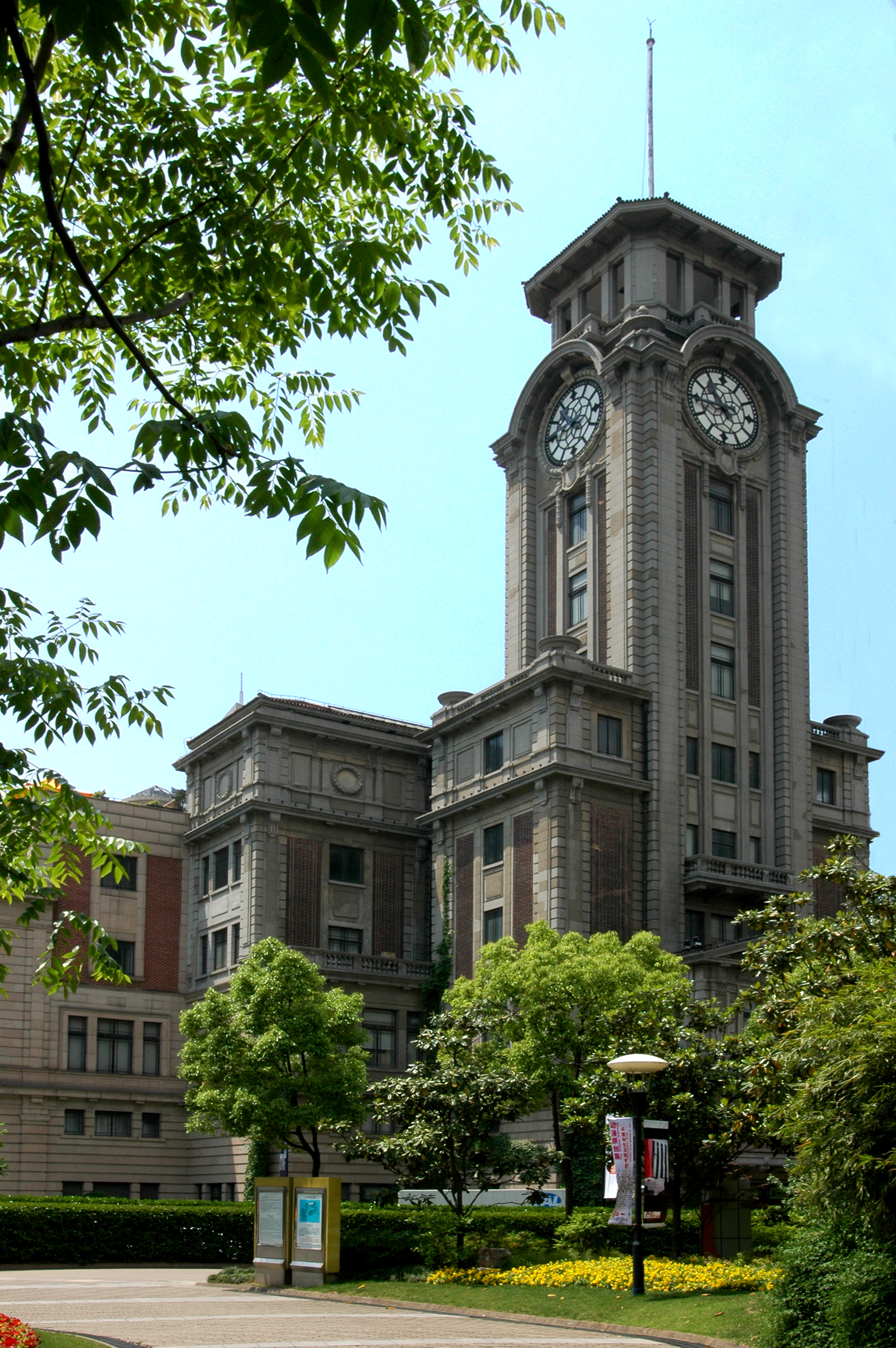
上海市历史博物馆现址，原上海跑马总会

上海市历史博物馆（上海革命历史博物馆），位于上海市南京西路325号原上海跑马总会大楼，是介绍上海历史（截至上海戰役前）的上海市级地方性历史博物馆。

## 历史
上海市自1950年代开始筹建上海历史与建设博物馆，于1983年建成上海历史文物陈列馆，1991年7月更名为上海市历史博物馆，但是没有对外开放的永久展馆。1994年10月，上海市历史博物馆在虹桥路1286号上海农业展览馆再次开馆，于1999年3月关闭。上海市历史博物馆的展品在东方明珠广播电视塔裙房内的上海城市历史发展陈列馆向社会开放，展区分五部分，分为“华亭溯源”、“城厢风貌”、“开埠掠影”、“十里洋场”、“海上旧踪”五部分。
2015年底，经中共上海市委、上海市人民政府正式批复，“十三五”期间规划建设的上海市级重大文化设施之一“上海市历史博物馆/上海革命历史博物馆”建设项目正式启动，将位于南京西路325号的上海市文物保护单位跑马厅大楼修缮后作为馆址。2017年10月1日起，该馆东楼开始了内部征求意见的试开放。2017年11月1日起，该馆内部试运行。2018年3月26日整個博物館免費向市民開放。

## 展览
博物馆本馆展品总数11万件，分书画、金属、陶瓷、工艺、证章、文献、印刷、纺织品、石刻、钱币、照片、剪纸、邮票、唱片和杂项共15类。珍贵文物有明代韩希孟顾绣花卉虫鱼册、侯峒曾行书轴、七宝寺藏金字写经、近代陈化成抗英遗物“振远将军”铜炮、太平天国大花钱、原汇丰银行门前铜质对狮、1893年英美公共租界及法租界界碑等。
博物馆占地面积1万平方米，建筑面积2.3万平方米，展厅面积9800平方米，分基本陈列和临时展览两部分。

### 古代上海
以马家浜文化、崧泽文化、良渚文化等遗址见证历史，以航运贸易、盐业、纺织业的兴盛讲述市镇的繁荣。

### 近代上海
1883年至1949年间上海历史。

### 临时展览
西樓展览包括口述歷史廳、文創銷售區、觀眾休閒區等，包括復原一間老上海照相館。

## 分馆
- 上海元代水闸遗址博物馆[8]
- 上海崧泽遗址博物馆[8]